# Kranskonval
Kranskonval (Polygonatum verticillatum), ofte skrevet krans-konval, er en 30-90 cm høj, slank staude med hvide blomster, der bruges som prydplante – især i let skyggede bed med svagt sur bund. Den findes desuden i Danmark som en sjælden vildtvoksende urt på fugtig bund i skove. Alle dele af planten er giftige.

## Beskrivelse
Kranskonval har en opret vækst. Med tiden danner den enkelte plante en tæt, buskagtig bestand. Stænglerne er oprette og hårløse, nederst rødlige og ellers lysegrønne. De bærer kransstillede blade, der er siddende, linje- til smalt lancetformede blade med hel rand. Begge bladsider er lysegrønne.
Blomstringen finder sted i juni-juli, hvor man finder blomsterne hængende fra bladhjørnerne. De enkelte blomster er 3-tallige og rørformede med sammenvoksede, grønligt-hvide blosterblade med grønne spidser. Frugterne er røde bær med mange frø, som er giftige.
Rodsystemet består af en vandret krybende, forgrenet jordstængel med grove, trævlerødder.
Højde x bredde og årlig tilvækst: 0,50 x 0,25 m (50 x 25 cm/år), heri ikke medregnet skud fra jordstænglen.

## Hjemsted
arten er udbredt i Mellemøsten, Kaukasus, Himalaya, Østasien og det meste af Europa. I Danmark findes den – omend ret sjældent – i Østjylland. Den er knyttet til let skyggede voksesteder med en humusrig, men næringsfattig og svagt sur jord.
I naturbeskyttelsesområdet Ruhberg, som ligger sydøst for Arzberg, i Oberfranken, Tyskland, og i ca. 650 m højde findes arten i skove, præget af ask, storbladet elm og småbladet lind sammen med blandt andet alm. akeleje, alm. bingelurt, majblomst, fladkravet kodriver, kronløs springklap, nikkende flitteraks, skovvikke, skovsyre, sort druemunke og vårfladbælg

## Anvendelse
Arten bruges som prydplante i svagt sure bede under let skyggede forhold. Den er også velegnet som snitplante.
| Portal | Portal:Botanik |

## Note
1. ↑  Johannes Merkel: Naturschutzgebiet Nr. 94 – "Ruhberg südlich Arzberg" Arkiveret 13. oktober 2006 hos  Wayback Machine (tysk)